# Martina Havenith-Newen
 Martina Havenith-Newen (* 13. April 1963 in Mechernich) ist eine deutsche Physikerin und Hochschullehrerin. Sie ist Professorin für Physikalische Chemie an der Ruhr-Universität Bochum sowie Direktorin des Zentrums für molekulare Spektroskopie und Simulation solvensgesteuerter Prozesse (ZEMOS).

## Leben und Werk
Havenith-Newen studierte von 1981 bis 1987 Physik und Mathematik an der Rheinischen Friedrich-Wilhelms-Universität Bonn und erhielt 1987 das Diplom in Physik. Von 1987 bis 1988 arbeitete sie während eines Forschungsaufenthaltes am Department of Chemistry der University of California, Berkeley. 1989 und 1991 hatte sie Forschungsaufenthalte in der Abteilung für Molekül- und Laserphysik an der Radboud-Universität Nijmegen. 1990 promovierte sie in Physik und war bis 1998 wissenschaftliche Mitarbeiterin am Institut für Angewandte Physik der Rheinischen Friedrich-Wilhelms-Universität Bonn. 1997 habilitierte sie in Physik.
1998 erhielt sie einen Ruf auf den Lehrstuhl für Physikalische Chemie II an der Ruhr-Universität Bochum. Seit 2011 ist sie außerdem Direktorin des Zentrums für molekulare Spektroskopie und Simulation solvensgesteuerter Prozesse (ZEMOS) und seit 2012 Sprecherin des Exzellenzclusters EXC 1069 Ruhr Explores Solvation (RESOLV). Seit 2022 ist sie Direktorin des neu gegründeten Research Center Chemical Sciences and Sustainability der Universitätsallianz Ruhr.
Sie ist mit dem in Bochum lehrenden Philosophen Albert Newen verheiratet und hat zwei Töchter.

## Gremientätigkeiten und Funktionen (Auswahl)
- 2007–2010: Vice President of the Board Atomic, Molecular & Optical Physics Division of the European Physical Society
- 2009–2014: Mitglied im Senats- und Bewilligungsausschuss für die Graduiertenkollegs der Deutschen Forschungsgemeinschaft
- 2010–2011: Sekretärin der Klasse für Naturwissenschaften und Medizin der Nordrhein-Westfälischen Akademie der Wissenschaften und der Künste
- 2010–2013: Mitglied des Vorstandes der Deutschen Physikalischen Gesellschaft
- 2011–2021: Mitglied des Österreichischen Wissenschaftsrates
- 2017–2021: Mitglied des Hochschulrates der Universität Kassel
- seit 2022: Stellvertretende Vorsitzende des Auswahlausschusses zur Vergabe von Forschungspreisen der Alexander von Humboldt-Stiftung[3]

## Auszeichnungen
- 1984–1990: Förderung durch die Studienstiftung des Deutschen Volkes
- 1995–1998: Habilitationsstipendium der Deutschen Forschungsgemeinschaft (DFG)
- 1995: Bennigsen-Foerder-Preis des Landes Nordrhein-Westfalen (Preis für Nachwuchswissenschaftler)
- 1998: Heisenbergstipendium der Deutschen Forschungsgemeinschaft
- seit 2002: Mitglied der Nordrhein-Westfälischen Akademie der Wissenschaften und der Künste
- 2003: Visiting Fellow Exeter College, Oxford University
- 2004: Human Frontiers Science Program Award
- 2007: Mitglied der Deutschen Akademie der Naturforscher Leopoldina
- 2008: Erfinderpreis 2007 der rubitec GmbH
- 2014: Visiting Miller Research Professorship, UC Berkeley, verbunden mit dem Gabor A. und Judith K. Somorjai Visiting Miller Professorship Award
- 2016: Advanced Grant des Europäischen Forschungsrats (ERC)
- 2016: Sophie La Roche-Preis 2016 des Deutschen Akademikerinnen Bundes
- 2016: Conseils Solvay Lecturer on the occasion of the 24th Solvay Conference on Chemistry-Catalysis in Chemistry and Biology, Brüssel
- 2017: Universitätsallianz-Ruhr Professur
- seit 2017: Mitglied der Academia Europaea
- 2021: Fellow der Optical Society of America[4]
- 2023: Österreichisches Ehrenkreuz für Wissenschaft und Kunst[5]
- 2023: Ehrenplakette der Stadt Bochum für ihr Wirken am ersten Exzellenz-Cluster im Ruhrgebiet[6]
- 2023: Business Award Ruhr der Business Metropole Ruhr für den Aufbau international führender Forschungseinrichtungen im Ruhrgebiet[7][2]